# أسعد وصفي الحنيني
أسعد وصفي الحنيني من مواليد 29 مايو 1994، ملاكم أولمبي فلسطيني أردني، وفنان قتال مختلط، وهو مقاتل سابق في بطولة دزرت فورس وقفص المحاربين.نشأ وصفي في أسرة عربية مسلمة في الأردن لديها خلفية في الملاكمة والجوجوتسو.

## مهنة مختلطة فنون الدفاع عن النفس المهنية
بطولة ديزرت فورس (2010-2014)
شارك أسد الحنيني لأول مرة في أغسطس 2010 في الحدث الأول لبطولة ديزرت فورس في مسقط رأسه عمان، الأردن.
في مايو 2011 في Desert Force 2، ربح أسعد قتاله الثاني على التوالي عن طريق TKO. لم يمض وقت طويل بعد ذلك، فقد خاض نوبته الثالثة في يونيو في Cage Warriors FIGHT NIGHT 1.

## سجل فنون القتال المختلطة
| السجل المهني |       |         |
| 3 نزال       | 3 فوز | 0 خسارة |
| ضربة قاضية   | 3     | 0       |